# Genalguacil
Genalguacil is een gemeente in de Spaanse provincie Málaga in de regio Andalusië met een oppervlakte van 31,87 km². Genalguacil telt 424 inwoners (1 januari 2016).

## Demografische ontwikkeling
Bron: INE, 1857-2011: volkstellingen